# HMS M23
HMS M23  — монітор типу M15 Королівського флоту. Під час Першої світової війни служив на Середземному морі та у складі Патруля Дувру. Залучався до британської інтервенції у Росію у 1919 році. 

## Навчальний корабель
«M23» повернувся до Ширнессу у листопаді 1919 року. В серпні 1922 року він перемістився до Данді, де став навчальним кораблем Королівського військово-морського резерву, і 16 грудня 1922 року був перейменований на Claverhouse . Корабель виконував відповідні функції до продажу в 1959 році.  